# Rafael Fiziev
Rafael Fiziev, né le 5 mars 1993 à Kordaï, est un pratiquant azerbaïdjanais d'arts martiaux mixtes (MMA) et de muay thai. Il combat actuellement dans la catégorie des poids légers de l'Ultimate Fighting Championship (UFC).

## Biographie

### Jeunesse
Fiziev naît à Kordaï, au Kazakhstan, d'un père azerbaïdjanais et d'une mère russe. Quand il était enfant, sa famille a déménagé à Bichkek, au Kirghizistan.
Lorsqu'il était enfant, le père de Fiziev lui a acheté, ainsi qu'à ses cousins, des gants de boxe et leur a demandé de s'entraîner. Se faisant battre par ses cousins, Fiziev n'apprécie pas les combats et les abandonne rapidement. Ce n'est que lorsqu'il a changé d'école à l'adolescence que Fiziev a commencé à pratiquer le muay-thaï à l'âge de 11 ans, parce qu'il était victime de brimades. Bien qu'il se soit concentré sur le muay-thaï en grandissant, il a également pratiqué plusieurs autres sports de combat, notamment le sambo de combat, la boxe, le Jiu Jitsu et la lutte Lorsqu'il est passé du  muay-thaï au MMA (arts martiaux mixtes), il dit que l'apprentissage du grappling a été la partie la plus difficile, mais que ses frappes et son standup ont également nécessité des ajustements

### Carrière en muay-thaï
Le 21 avril 2017, Fiziev affronte l'ancien champion du Lumpinee Stadium Yodpayak Sitsongpeenong lors d'un événement Muay Xtreme à Bangkok, en Thaïlande. Fiziev a remporté le combat par KO au deuxième round. Le 22 septembre 2017, Fiziev affronte Leyton Collimore au Phoenix FC 3 à Londres, en Angleterre. Il s'est incliné par décision unanime.

### Carrière en arts martiaux mixtes
Pour ses débuts à l’UFC, Fiziev affronte Magomed Mustafaev le 20 avril 2019, lors de l'UFC Fight Night 149. Il a perdu le combat par KO technique au premier round.
Fiziev a ensuite affronté Alex White le 26 octobre 2019, lors de l'UFC on ESPN+ 20. Il a remporté le combat par décision unanime.

## Palmarès en arts martiaux mixtes
| 17 combats     | 13 victoires | 4 défaites |
| Par KO         | 8            | 2          |
| Par soumission | 1            | 0          |
| Sur décision   | 4            | 2          |

| Résultat | Record | Adversaire                | Méthode                                       | Événement                                    | Date              | Round | Temps | Lieu                                    | Notes                     |
| -------- | ------ | ------------------------- | --------------------------------------------- | -------------------------------------------- | ----------------- | ----- | ----- | --------------------------------------- | ------------------------- |
| Victoire | 13-4   | Ignacio Bahamondes        | Décision unanime                              | UFC sur ABC : Hill contre Rountree Jr.       | 21 juin 2025      | 3     | 5:00  | Bakou, Azerbaïdjan                      |                           |
| Défaite  | 12-4   | Justin Gaethje            | Décision unanime                              | UFC 313 : Pereira contre Ankalaev            | 9 mars 2025       | 3     | 5:00  | Las Vegas, Nevada, États-Unis           | Combat de la soirée.      |
| Défaite  | 12-3   | Mateusz Gamrot            | TKO (blessure au genou)                       | UFC Fight Night: Fiziev vs. Gamrot           | 23 septembre 2023 | 2     | 2:03  | Las Vegas, Nevada, États-Unis           |                           |
| Défaite  | 12-2   | Justin Gaethje            | Décision majoritaire                          | UFC 286: Edwards vs. Usman III               | 18 mars 2023      | 3     | 5:00  | Londres, Angleterre, Royaume-Uni        | Combat de la soirée.      |
| Victoire | 12-1   | Rafael dos Anjos          | KO (coup de poing)                            | UFC on ESPN: dos Anjos vs. Fiziev            | 9 juillet 2022    | 5     | 0:18  | Las Vegas, Nevada, États-Unis           | Performance de la soirée. |
| Victoire | 11-1   | Brad Riddell              | KO (coup de poing)                            | UFC on ESPN: Font vs. Aldo                   | 4 décembre 2021   | 3     | 2:20  | Las Vegas, Nevada, États-Unis           | Performance de la soirée. |
| Victoire | 10-1   | Bobby Green               | Décision unanime                              | UFC 265: Lewis vs. Gane                      | 7 août 2021       | 3     | 5:00  | Houston, Texas, États-Unis              | Combat de la soirée.      |
| Victoire | 9-1    | Renato Moicano            | KO (coups de poing)                           | UFC 256: Figueiredo vs. Moreno               | 12 décembre 2020  | 1     | 4:05  | Las Vegas, Nevada, États-Unis           | Performance de la soirée. |
| Victoire | 8-1    | Marc Diakiese             | Décision unanime                              | UFC Fight Night: Figueiredo vs. Benavidez II | 18 juillet 2020   | 3     | 5:00  | Abou Dabi, Émirats arabes unis          | Combat de la soirée.      |
| Victoire | 7-1    | Alex White                | Décision unanime                              | UFC Fight Night: Maia vs. Askren             | 26 octobre 2019   | 3     | 5:00  | Kallang, Singapour                      |                           |
| Défaite  | 6-1    | Magomed Mustafaev         | TKO (coup de pied retourné et coups de poing) | UFC Fight Night: Overeem vs. Oleinik         | 20 avril 2019     | 1     | 1:26  | Saint-Pétersbourg, Russie               |                           |
| Victoire | 6–0    | Nurzhan Tutaev            | KO (coup de pied au ventre)                   | Titan FC 51: The Battle of Kazakhstan        | 21 décembre 2018  | 2     | 0:51  | Almaty, Kazakhstan                      |                           |
| Victoire | 5–0    | Nandin-Erdene Munguntsooj | KO (coup de pied à la tête et coups de poing) | Road FC 45                                   | 23 décembre 2017  | 1     | 0:58  | Séoul, Corée du Sud                     |                           |
| Victoire | 4–0    | Kim Seung-yeon            | TKO (coups de genou et coups de poing)        | Road FC 39                                   | 10 juin 2017      | 1     | 4:23  | Séoul, Corée du Sud                     |                           |
| Victoire | 3–0    | Suraj Bahadur             | TKO (coups de poing)                          | Primal FC: Dark Moon Rising                  | 24 mars 2017      | 1     | 2:30  | Phuket, Thaïlande                       |                           |
| Victoire | 2–0    | Gunduz Nabiev             | Submission (étranglement arrière)             | Boroda FC                                    | 10 octobre 2016   | 1     | 3:40  | Bichkek, Kirghizistan                   |                           |
| Victoire | 1–0    | Sam Bastin                | KO (coup de genou volant)                     | W.I.N FC                                     | 18 juillet 2015   | 1     |       | Shenzhen, République populaire de Chine |                           |